# L'Intermédiaire des mathématiciens
 (novembre 2017).
Si vous disposez d'ouvrages ou d'articles de référence ou si vous connaissez des sites web de qualité traitant du thème abordé ici, merci de compléter l'article en donnant les références utiles à sa vérifiabilité et en les liant à la section « Notes et références ».
L'Intermédiaire des mathématiciens est une revue scientifique de mathématiques publiée par Gauthier-Villars et fils. Il a été créé en 1894 par Émile Lemoine et Charles-Ange Laisant et a été publié jusqu'en 1920. Une deuxième série a commencé en 1922 et a été publiée jusqu'en 1925.